# 平方平均数
平方平均数（，{\displaystyle M_{2}}）或二次均值，又稱均方根（，RMS，RMS，rms）或方均根，是一组平方值的均值的平方根。其具体操作是将 n个项的平方和，先除以n后，再开平方的结果。
“均方根”即“均方的平方根”，此处“均方”是指一组数字平方的算术平均数，均方根是2次方的廣義平均數的表达式，也可叫做2次冪平均數。

## 計算公式
均方根的計算公式是：
{\displaystyle M={\sqrt {\sum _{i=1}^{n}x_{i}^{2} \over n}}={\sqrt {x_{1}^{2}+x_{2}^{2}+\cdots +x_{n}^{2} \over n}}}
在連續函數{\displaystyle {\begin{smallmatrix}f(x)\end{smallmatrix}}}的區間{\displaystyle {\begin{smallmatrix}[a,b]\end{smallmatrix}}}內，其均方根定義為：  
{\displaystyle f_{\mathrm {rms} }={\sqrt {{1 \over {b-a}}{\int _{a}^{b}{[f(x)]}^{2}\,dx}}}}

## 應用
均方根常用來計算一組數據和某個數據的「平均差」。像交流電的電壓、電流數值以及均勻加速直線運動的位移中點平均速度，都是以其實際數值的均方根表示。例如“220 V交流電”表示電壓訊號的均方根（又稱為有效值）為220 V，此為交流電瞬時值（瞬時值又稱暫態值）的最大值（峰值）的{\displaystyle {\frac {1}{\sqrt {2}}}}。
另外，統計學中的標準差 {\displaystyle {\bar {s}}}，就是所有數據{\displaystyle x_{1},x_{2},...,x_{n}}和平均值 {\displaystyle {\bar {x}}}相減後的數據
{\displaystyle x_{1}-{\bar {x}},x_{2}-{\bar {x}},...,x_{n}-{\bar {x}}}
的均方根
{\displaystyle {\bar {s}}={\sqrt {\frac {\sum _{i=1}^{n}(x_{i}-{\bar {x}})^{2}}{n}}}}

## 適用模型
均方根值並非所有模型均適用，只有在數值分佈呈現常態分佈時才適用。如果分佈呈現方波、三角波，就要用其他的公式，否則失真會很大。